# Fábrica de Pólvora de Vale de Milhaços
Die Fábrica de Pólvora de Vale de Milhaços war eine von 1895 bis 2001 betriebene Sprengstoff-Fabrik in der Gemeinde Corroios, Landkreis Seixal in Portugal.

## Geschichte
Augusto de Oliveira errichtete 1895 auf einem elf Hektar großen Grundstück im Vale de Milhaço de Baixo in der Gemeinde Corroios eine Schwarzpulverfabrik. Sie lag in einem Pinienwald, weit entfernt von den vereinzelten Höfen und Dörfern, die für die Gegend typisch sind.
Die 1894 erteilte Lizenz ging über an die Firma Francisco Carneiro & Comandita (1896–1898) und bald darauf an die Companhia Africana de Pólvora, SARL (1898–1921). Nach einer Explosion am 3. April 1897 wurde die Fabrik nach einem neuen, für die damalige Zeit revolutionären Industrieplan wieder aufgebaut.
Die Companhia Africana de Pólvora wurde mit deutschem Kapital gegründet und unterhielt zwischen dem Ende des 19. Jahrhunderts und dem Ersten Weltkrieg eine sehr strenge Führung. Die Sprengstoff-Fabrik Vale de Milhaços profitierte von dem Erlass zur Liberalisierung der Schießpulverindustrie und des Waffenhandels in Portugal vom 23. Juni 1879. Die im Zuge des internationalen Wettlaufs um Afrika erneut intensivierte portugiesische Kolonialisierung Afrikas bot den Anreiz für die Herstellung eines gewöhnlichen, nichtmilitärischen Sprengstoffs zur Verwendung in Steinbrüchen und Minen, zum Bau von Eisenbahnen, öffentlichen Gebäuden und Seehäfen in Angola.
| Feldbahn der Pulverfabrik im Milhaços-Tal                                                      | Feldbahn der Pulverfabrik im Milhaços-Tal |
| ---------------------------------------------------------------------------------------------- | ----------------------------------------- |
| Feldbahn im Eukalyptus-Wald am Lagerschuppen Nr. 23 der Fábrica de Pólvora de Vale de Milhaços |                                           |
| Feldbahn (graue Linie) und Transmissionsriemen (schwarze Linie mit Punkten)                    |                                           |
| Spurweite:                                                                                     | 600 mm (Schmalspur)                       |
|                                                                                                |                                           |

Zwischen 1898 und 1910 wurde das Grundstück auf 21,5 Hektar vergrößert. Die Schwarzpulver-Produktion des Typs África betrug 2500 kg/Tag und war für den afrikanischen und den portugiesischen Markt bestimmt. Eine in einem Eukalyptus-Wald gelegene Feldbahn, vermutlich eine Decauville-Bahn, verband die Fabrik mit der Schwarzpulvertrocknungsanlage und den Lagerschuppen. Die Pacht des Hafens von Rouxinol im Anschluss an Corroios garantierte eine effektive Möglichkeit, ihre Produkte zum Verschiffungshafen in Lissabon zu bringen.
Der Eintritt Portugals in den Ersten Weltkrieg hatte unmittelbare Auswirkungen auf die Companhia Africana de Pólvora, sowohl aus politischen als auch aus wirtschaftlichen Gründen. Der Beginn der internationalen Konfrontationen in Afrika führte zur Einschränkung des Sprengstoffhandels in Angola. Nach der Weltwirtschaftskrise begleitet von 1919 bis 1921 wurde das Unternehmen aufgelöst und die Liegenschaften verkauft. Daraufhin wurde die Sociedade Africana de Pólvora. als Familienunternehmen unter der Leitung von Francisco Camelo gegründet.
Dieses Unternehmen war von 1922 bis 2001 aktiv. Anfang der 1980er Jahre wurde dort noch eine 1900 von Joseph Farcot & Fils von 1900 gebaute Dampfmaschine mit 125 PS betrieben. Aus Sicherheitsgründen lag der Maschinenraum von den anderen Werkstätten isoliert. Er war das Herzstück der Anlage und versorgte die Werkstätten über Transmissionsriemen, Seilzüge und eine aufgeständerte Dampfleitung mit Energie. Aus Sicherheitsgründen lag er von den anderen Werkstätten isoliert.
Der Industriekomplex wurde nach der Stilllegung zunächst von der Vereinigung für Industriearchäologie der Region Lissabon (Associação de Arqueologia Industrial da Região de Lisboa) und dem 1982 gegründeten Ökomuseum Seixal kommissarisch übernommen. Seit dem hundertjährigen Bestehens der Fabrik im Jahr 1998 war sich das Ökomuseum Seixal der finanziellen Situation der Fabrik und der Schließungsabsicht bewusst und leitete seitdem die Kampagne zur Sensibilisierung und Förderung kultureller Besuche. Nach der Schließung wurde ein Teil der Anlage vom Komplex abgetrennt. Die historisch wichtigsten Reste der Industrieanlage landeten im Besitz der Gemeinde Seixal, die das Ökomuseum Seixal betreibt.